# Remingtonocetus
Remingtonocetus es un género extinto de cetáceos arqueocetos. Han sido descritas dos especies: la especie tipo R. Harudiensis que vivió durante el Eoceno medio hace unos 46-43 millones de años en la India y Pakistán y R. domandoensis que vivió en Pakistán durante el Eoceno medio.